# گوئین گیلفورد
گوئین گیلفورد (به انگلیسی: Gwynne Gilford) (زاده ۲۷ ژوئیهٔ ۱۹۴۶) بازیگر آمریکایی است. کریس پاین بازیگری معروف آمریکایی فرزند اوست و آن وین مادر اوست.
از کارهای معروف او می‌توان به بازی در فیلم محو شدن به سمت سیاهی اشاره کرد.